# Oklahoma State Cowboys football
La squadra di football degli Oklahoma State Cowboys rappresenta la Università statale dell'Oklahoma - Stillwater. I Cowboys competono nella Football Bowl Subdivision (FBS) della National Collegiate Athletics Association (NCAA) e nella Big 12 Conference.

## Titoli nazionali
OSU ha vinto due titoli nazionali. La squadra del 2011 è stata riconosciuta dal selettore principale Colley Matrix, anche se i Cowboys non reclamano quel titolo. Nel 2016 il comitato AFCA (che conduce il sondaggio degli allenatori) ha assegnato retroattivamente alla squadra il titolo del 1945. Oklahoma State reclama solo il titolo del 1945.

## Vincitori dell'Heisman Trophy
| N. | Giocatore     | Ruolo | Anno |
| -- | ------------- | ----- | ---- |
| 21 | Barry Sanders | RB    | 1988 |

## Numeri ritirati
| N. | Giocatore      | Ruolo | Anni      | Note  |
| -- | -------------- | ----- | --------- | ----- |
| 21 | Barry Sanders  | RB    | 1986–1988 | [ 6 ] |
| 34 | Thurman Thomas | RB    | 1984–1987 | [ 6 ] |
| 43 | Terry Miller   | RB    | 1974–1977 | [ 6 ] |
| 55 | Bob Fenimore   | HB    | 1943–1946 | [ 7 ] |